# Nodar Chachigoghlu
Nodar Chachigoghlu (en azéri : Nodar Şaşıqoğlu ; né le 13 mars 1927 à Batoumi et mort le 12 avril 2013 à Bakou) est un acteur de théâtre et de cinéma dramatique azerbaïdjanais, Artiste du peuple de la RSS d'Azerbaïdjan (1983).

## Biographie
Depuis 2003 Nodar Chachigoghlu est un acteur du Théâtre dramatique russe du nom de Samed Vurgun Son épouse Marziyya Davudova a également travaillé dans le théâtre azerbaïdjanais. Il est diplômé de l’Institut Theatral Chukin. Après avoir obtenu son diplôme, il travaille au Théâtre Vakhtangov pendant un an seulement et au Théâtre de la Taganka pendant 5 à 6 ans.

## Les rôles de  Nodar Chachigoglu
- Don Guan (A.S.Pouchkine "Petites tragédies"),
- Cyrano (E. Rostan Cyrano de Berzerak),
- Zakir (film La standardiste),
- Rakov (Cinq coins) sur la scène du théâtre,
- Madjnun (Leyli et Madjnun),
- Mikhaylo (Sur les îles lointains)

Depuis 2003, il retourne au Théâtre dramatique russe du nom de S. Vurgun et interprète les rôles de Sorin (A.P. Tchekhov La Mouette) et du roi Lear (W. Shakespeare Le roi Lear) sur scène.

## Titres
- Artiste émérite de la RSS d'Azerbaïdjan — 21 juillet 1962
- Artiste du peuple de la RSS d'Azerbaïdjan — 1er décembre 1982
- Ordre de la Gloire (Azerbaidjan) – 12 mars 2007